# الجوف (موريتانيا ومالي)

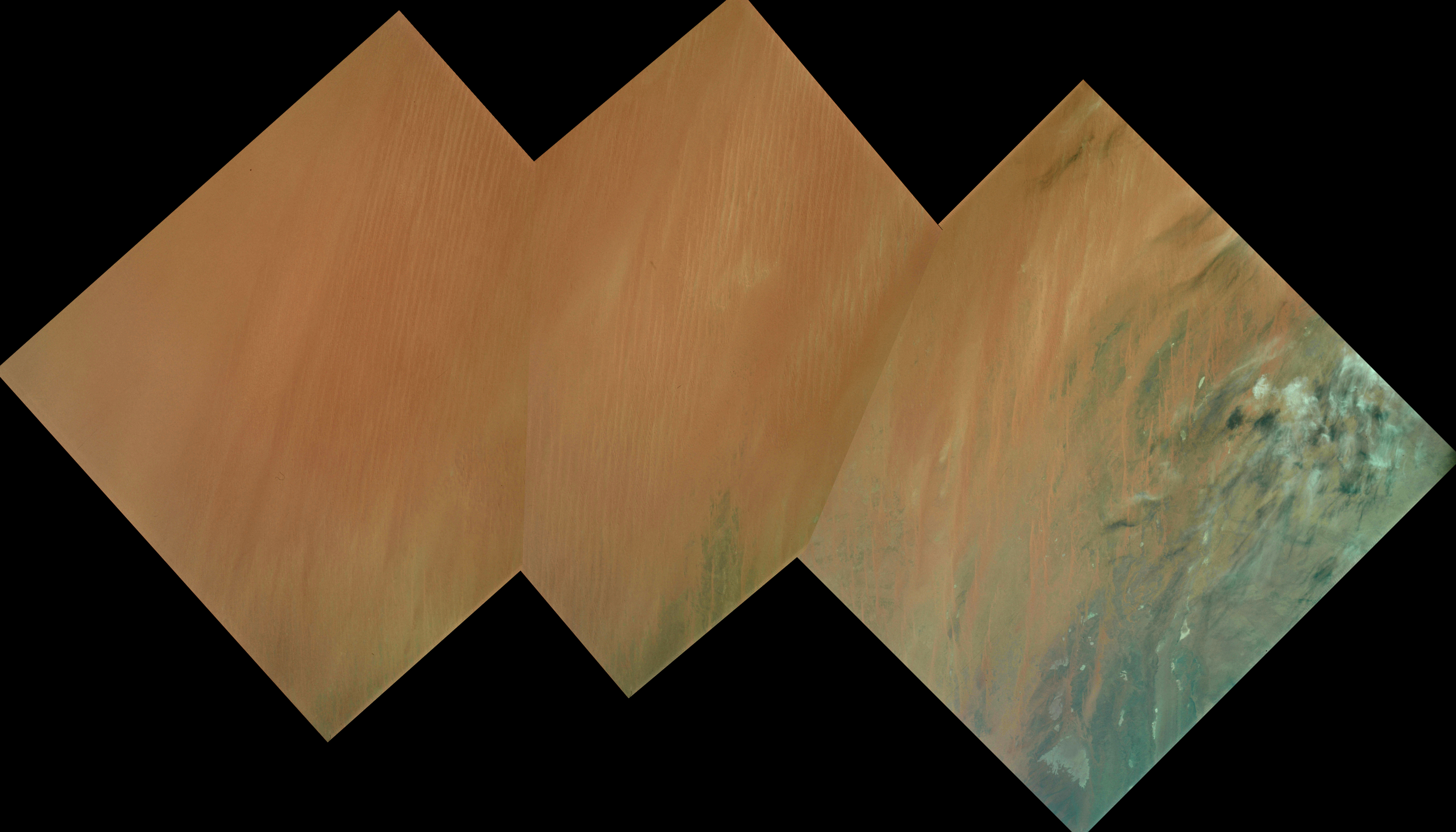
جزء من منطقة الجوف من الفضاء خلال مهمة أبولو 9. إلى اليمين توجد نتوءات صخرية في غرب مالي، وإلى اليسار كثبان رملية في شرق موريتانيا.

الجوف هي عرق أو منطقة طبيعية قاحلة من الكثبان الرملية والملح الصخري، تغطي شمال شرق موريتانيا، وجزء من شمال غرب مالي، وهي جزء من الصحراء الكبرى في الشمال، يبلغ ارتفاعها 320 مترًا (1050 قدمًا) فوق مستوى سطح البحر، عثر فيها على حجر نيزكي من نوع نادر من الكوندريت الكربوني في أكتوبر 1989.

## الخصائص الجغرافية
يتكون من الأحواض الرسوبية الضحلة العريضة، مفصولة بفواصل تشكلت بواسطة كتل صدعية وهضاب وسلاسل جبلية، حيث ترسبت بقايا الصخور المتآكلة من الأسطح العالية عند قاعدته؛ وان الأحواض الهامة الأخرى من هذا النوع هي أحواض بحيرة تشاد وحوض بحيرة فيكتوريا وكيوغا، وكذلك نهري الكونغو وزمبيزي.

## أنظر أيضا
- جغرافيا موريتانيا
- الصحراء الكبرى

## روابط خارجية
- الجوف 001 في قاعدة بيانات فهرس النيازك العالمي.